# Emmy Clarke
Mary Elizabeth Clarke, mais conhecida como Emmy Clarke (Mineola, 25 de setembro de 1991), é uma atriz estadunidense.
Com 1 ano, Clarke se mudou com seus pais para Houston, Texas. Com 6, se mudou para Woking, Inglaterra, onde começou a estudar em TASIS antes de se mudar para Nova York com 11 anos. Tem dois irmãos, Patrick (mais velho) e Bridget (mais nova).[carece de fontes?]
Seu primeiro trabalho foi em 2003, no filme A Minha Casa na Umbria, que deu a ela o prêmio de melhor Atriz Jovem em 2004.
Atuou a partir da terceira temporada da série Monk, no episódio "Sr. Monk e o Peixe Japonês", como Julie Teeger. Fez um papel no filme "Fur", que foi lançado em 10 de novembro de 2006.